# 馬來四邦
馬來四邦（Si Rat Malai），是泰国在二战期间短暂统治过的一个行政区划。这四邦分别为今马来西亚的吉打州、玻璃市州、吉兰丹州和登嘉楼州。这四州原本属于英属马来亚。日本入侵马来亚之后，日本於1943年将这四州割让给了泰国，因為泰國在當時是軸心國的成員之一。
泰国以其地设置榕市府（现吉打州）、玻璃市（ปะลิส）、吉兰丹（กลันตัน）、登嘉楼（ตรังกานู）这四个府。1945年日本投降之后，泰国将这四个州交还给了英属马来亚。

## 歷史
1941年12月14日，當時的泰國總理披汶·頌堪元帥與日本簽署了一份秘密協議，並承諾泰軍將參與緬甸戰役。 1941年12月21日，泰國正式加入軸心國。
1942年1月25日，泰國政府認為盟軍各國已被擊敗，即刻向英美宣戰。日本佔領馬來亞後，日本為了回報泰國加入軸心國和對日本的支援，日本同意根據在1909年簽署的英暹條約泰國割讓給英國的四個州，即玻璃市、吉打、吉蘭丹和登嘉樓給回泰國。
1943年8月20日，披汶·頌堪元帥與日本大使貞治帝司在曼谷簽署關於交移四個州主權的協議。協議中，日本承諾將在協議簽署後的60天內將四個州的主權交移至泰國。
1943年10月18日，馬來四州劃予泰國。之後，披汶·頌堪宣布馬來四州的居民將獲得與泰國公民同等的待遇。然而，日本當局卻佔了馬來四州的多數控制權，日軍和憲兵部隊仍駐紮在四州範疇。登嘉樓和吉蘭丹的所有鐵路將由駐紮在吉蘭丹的泰國兵官和官員管理，但是吉打和玻璃市的鐵路還是有日本管理。日本還完全控制了四州境內來自泰國他地的電報、郵政和電話的電子服務。戰爭結束後，泰國仍與日本結盟。
1945年9月，英國恢復了對四個州的控制。1946年4月1日，四州加入馬來亞聯邦。1957年8月31日，吉打、玻璃市、登嘉樓和吉蘭丹四州等同其他馬來州屬獨立於英國，並組成馬來亞聯合邦。

## 行政長官
泰國在四州的行政及其他服務待遇相對泰國他地較少，當地政府更集中於執行軍事和警察的職責和外交關係，行政則由受軍事監護的公務員管理。

### 吉打

#### 日本軍官
- 1941年3月 - 1942年 Ojama
- 1942年3月 - 1943年10月 [註 1]（Sukegawa Seichi）

#### 泰國軍事專員
- 1943年19月 - 1945年[註 2] （帕莫·鐘察仁，Pramote Chongcharoen）

#### 將軍（泰國）
管理吉打、登嘉楼和吉兰丹的将军有：
- - 1943年8月20日 - 1943年10月 （Kamol Saraphaisariddhikan Chotikasathian）
  - 1943年10月 - 1945年[註 3] （Chierlah Kamol Sribhaasairadhikavan Josikasarthien）

### 吉蘭丹

#### 日本軍官
- 1941年 - 1943年 [註 4]（Yasushi Sunakawan）
- 1943 - 1943年8月20日 [註 5]（Kikura Fujisawa）

#### 泰國軍事專員
- 1943年 - 1944年 （察魯·猜詹，Charu Chaichan）
- 1944年 - 1945年  （他林·拉旺普，Tharin Rawang Phu）

### 登嘉樓

#### 日本軍官
- 1941年12月 - 1942年3月18日 未知
- 1942年3月18日 - 1943年7月 Manabu Kuji

#### 泰國軍事專員
- 1943年8月20日 - 1945年8月 （帕擁·拉他那其，Prayoon Ratanakit）

### 玻璃市

#### 日本軍官
- 1941年 - 1942年 [註 6]（Ohyama Kikancho）
- 1942年3月 - 1943年8月20日 [註 7]（Sukegawa Seiji/Osagawa）

#### 泰國軍事專員
- 1943年8月20日 - 1945年9月8日 （參那·頌堪，Charn Na Song Khram）